# Gunstett
Gunstett (en alsacià Gunstett) és un municipi francès, situat a la regió del Gran Est, al departament del Baix Rin. L'any 1999 tenia 683 habitants.
Forma part del cantó de Reichshoffen, del districte de Haguenau-Wissembourg i de la Comunitat de comunes Sauer-Pechelbronn.

## Demografia
| 1962 | 1968 | 1975 | 1982 | 1990 | 1999 |
| ---- | ---- | ---- | ---- | ---- | ---- |
| 852  | 883  | 937  | 969  | 942  | 683  |

## Administració
| Període   | Identitat          | Partit |
| --------- | ------------------ | ------ |
| 1947-1959 | Antoine Tritschler |        |
| 1959-1977 | Louis Oberhoffer   |        |
| 1977-1995 | François Hittler   |        |
| 1995-     | Jean Marie Haas    |        |